# Списък с епизоди на „Мечът на истината“
| Номер | *** |
| ----- | --- |
| 1     | В една мистична земя, Ричард Сайфър открива истинската си съдба. Той, загадъчна млада жена, мъдрия стар съветник и магически меч са всичко, което застава между злия тиранин Даркън Рал и стремежа му за пълно господство. Калан Амнел, преследван от войниците на Даркън Рал – тиранин, който управлява Мидландс, бяга и използва магия, за да премине границата с Уестланд. Ричард Сайфър, дърводелец от Уестланд, ѝ помага да избяга. Рансин Фейн, командир на войниците на злото, оцелява след конфронтацията си с Калан и Ричард и продължава да ги преследва. Вече у дома, Ричард е изпратен от баща си – Джордж, за да намери стар човек на име Зед. Ричард научава, че Зед е мощен магьосник от Мидландс, а Калан е Изповедник – жена, която има силата да накара хората да кажат истината. Зед разкрива, че Ричард е Търсачът на Истината, който трябва да победи Даркън Рал. Зед дава на Ричард магическо оръжие – Мечът на истината. А Калан дава на Ричард нещо, което Даркън Рал търси – Книгата на преброените сенки, която съдържа тайна. Рал иска книгата, за да получи върховната власт. |
| 2     | Ричард се връща при баща си, но открива, че Фейн го е ранил смъртоносно. С последния си дъх, Джордж казва на Ричард, че казаното от Зед е вярно. Ричард се изправя срещу Фейн, за да отмъсти. Но Фейн бяга, като открадва книгата. Знаейки, че трябва да спре Фейн, Ричард приема съдбата си на Търсач на Истината и започва обучението си при Зед. Рал насочва силите си в Мидландс, за да затвори границата с Уестланд и да убие Ричард. докато Фейн се опитва да се върне при Рал с книгата. Точно когато войниците на Рал отиват при границата, Ричард настига Фейн и взима книгата. Заобиколен, Ричард призовава новопридобитата си способност и поразява атакуващите войски. Границата е отворена, Ричард, Калан и Зед преминават в Мидландс, за да започнат опасно приключение, да намерят Даркън Рал и да го победят. |
| 3     | В място, където всеки може да си купи магия, Зед се изправя лице в лице срещу опасен магьосник, който някога е бил негов ученик. Ричард, Калан и Зед откриват, че амбулантни търговци продават на жителите на Дръндрил еликсири и отвари, които временно им дават магическа сила. В търсене на създателите на отварите, Зед се изправя срещу един магьосник, който някога е бил негов ученик, а сега е опасен и силен съперник. |
| 4     | Когато Даркън Рал предлага награда за всеки, който улови Ричард, смъртоносни наемници насочват вниманието си към Ричард Сайфър, като го превръщат от ловец в плячка. След като Ричард, Калан и Зед оцеляват в непровокирана атака от наемник, наречен Денфир, те откриват, че Даркън Рал е обявил голяма награда за главата на Ричард. Себастиян, производител на магически карти, е продал три от тях, предназначени за проследяване на Ричард. Картите са в Денфир и други двама ловци на глави: Гюнтер и Ролф. Една жена на име Лили помага на Ричард и приятелите му да избягат от друга засада, след това иска помощта му да спаси брат си Лиъм от Шадрин – порочно митично същество. Но първо те трябва да се преборят с нападението от Гюнтер. Зед отива да намери този, който е направил картите, които помагат на всеки да ги проследи. Ричард и Калан продължават с Лили. Но това е капан. Лили улавя Ричард, за да го предаде на Даркън Рал. Тя оставя Калан при Шадрин. Лили разкрива, че нейният брат е действително в затвора и че ще бъде екзекутиран. Тя иска да освободи брат си в замяна на Ричард. Но Калан, която е успяла да избяга от Шадрин, хваща Лили. Зед се връща точно навреме, за да ги спаси от ловците на глави, и Ричард решава да помогне Лили да спаси брат си, въпреки всичките ѝ лъжи. |
| 5     | Когато Ричард Сайфър се завръща в родното си място, заварва обсаден град и шокиращо откритие за миналото си. Ричард се връща в града си Бренидон, където е бил роден по време на клането, което Даркън Рал е организирал, за да се избегне пророчеството на Търсача на Истината. Той констатира, че жителите на града са се отказали от свободата си по нареждане на Рал, и открива тайни от миналото си. |
| 6     | Техните най-дълбоки тайни заплашват да излязат наяве, когато Ричард и Калан спасяват дете, което може да чете мисли, от смъртоносните войски на Даркън Рал. Войниците на Даркън Рал залавят 10-годишно момче, известно като Слушателят – човек, който има способността да чете мислите на другите – много ценен инструмент за този, който го контролира. Когато Ричард и Калан спасяват Рен от похитителите му, детето заплашва да разкрие най-дълбоките тайни на всеки от тях. |
| 7     | Ричард трябва да избегне видение за собствената му смърт в ръцете на най-доверения съветник на Даркън Рал – коварния Демин Нас. Ричард научава, че Даркън Рал – най-довереният командир на Демин Нас, е събирал масивна войска. Но когато Ричард отказва да повярва на пророчеството на зла вещица жена, която казва, че Нас ще го убие, тя прави заклинание, което кара Ричард и нищо неподозиращ селянин да си сменят самоличностите. Всички вярват, че селянинът е Търсачът на Истината. |
| 8     | Когато чувствата на Калан към Ричард започват да компрометират мисията ѝ, тя решава да намери нов Изповедник, който да ръководи Търсача на Истината. Междувременно, Ричард и Зед са нападнати от група войници и Дена. Дена се опитва да принуди Ричарда да обедини силите си със злия Даркън Рал. |
| 9     | Злата кралица Милена владее третата и последна кутия с Ордена. За да предотврати кутията от попадане в ръцете на Даркън Рал, и така да му дадат върховната власт, която той жадува така отчаяно, Зед се дегизира като артист, за да проникне в замъка на Милена. С помощта на едно малко поробено момиченце на име Рейчъл, Зед цели да замени истинската кутия с фалшива. Междувременно, Ричард и Калан научават, че Даръкн Рал възнамерява лично да вземе Кутията с Ордена от кралицата. |
| 10    | Калан разбира, че сестра ѝ е жива, и се дегизира като рицар, за да я освободи от затвора. С помощта на Ричард, Калан се опитва да спаси бременната си сестра Дени, която също е Изповедник. Когато Дени ражда син, Ричард е ужасен да научи, че има закон, според когото мъжкото потомство на изповедниците трябва да се умъртви. Той решава да спаси детето, въпреки несъгласието на Калан. |
| 11    | Докато разследва поредица от убийства сред членовете на съпротивата, вярата на Калан в собствените ѝ способности на Изповедник са разклатени. Зед издирва доверено лице в стремежа си да осигури безопасно скривалище за Кутията с Орден, докато Ричард и Калан разследват серия от убийства сред членовете на съпротивата. Вярвайки, че тя е причина за екзекуцията на един невинен човек, Калан започва да се съмнява в способността си на Изповедник. |
| 12    | Пътуването до криптата, където е погребан древен Търсач на Истината на име Кийран, поставя Ричард и Калан в смъртна опасност. Опитите да скрият Кутията с Ордена от ръцете на Даркън Рал отвеждат Ричард, Калан и Зед в криптата на Тавол`Ранг – мястото, където е погребан легендарният Кийран. Но когато откриват, че саркофагът е празен, Ричард и Калан скоро научават, че една заблуда от миналото може да им струва тяхното бъдеще. |
| 13    | Когато Даркън Рал създава крепост в родния град на Търсача на Истината, Ричард, Калан и Чейс трябва да предприемат пътуване през граница, за да спасят Хартланд от силите на мрака. Но вече там, Ричард и другарите му откриват, че селяните са приветствали с отворени обятия армията на злото. |
| 14    | В стремежа си да открие последната Кутия с Ордена и да постигане господство над света, злият Даркън Рал привлича магьосника Гилър. Той трябва да направи магия и да омагьоса Ричард. Търсачът на Истината е уловен в мрежите на мистериозен транс. Калан и Зед трябва да го освободят от заклинанието преди Ричард да разкрие къде е скрита третата Кутия с Ордена. |
| 15    | Даркън Рал е твърдо решен да използва силите на съветника си Гилър, за да придобие магическа сила, която ще помогне на Рал да пороби света. Но опитите на Ричард да спаси приятелите си от смъртоносните експерименти на садистичния магьосник Гилър ще срещнат Ричард лице в лице със злия Даркън Рал. |
| 16    | Даркън Рал иска да използва Дена, за да намери третата Кутия с Ордена. Това е окончателният ключ към световно господство. В същото време, докато се опитва да осуети плана на Рал, Ричард стига до изумително откритие за приятеля си Зед. |
| 17    | В усилията си да сломи съпротивата, Даръкн Рал, с помощта на своите зли магьосници, създава смъртоносни оръжия, които да избият цели села. За да спаси много невинни хора, Ричард решава да проникне в лагера на злото. |
| 18    | Не всичко е такова, каквото изглежда, когато двама крадци използват магия, за да се дегизират като Ричард и Калан и да откраднат Меча на истината. Междувременно, истинският Ричард трябва да се бори със смъртоносните войски на злото, за да освободи себе си и Калан от ръцете на Даркън Рал. |
| 19    | За да защити царството си от войниците на Даркън Рал, царят иска помощта на вещицата Шота. Нейната магия го превръща в порочен звяра, който убива войниците през нощта. Но когато съществото се превръща в убиец на собствения си народ, Ричард е длъжен да спре убийствата. |
| 20    | Ричард, в отчаяна надпревара с Даркън Рал, разкриване съществуването на древен ръкопис. Ако успее да намери навреме ръкописа, Ричард може да разкрие как да победи безмилостния тиранин веднъж завинаги, и да спаси света от пълно унищожение. |